# Ірмена Чичикова
Ірмена Чичикова (болг. Ирмена Чичикова (22 травня 1984 , Пловдив )) — болгарська актриса театру і кіно.

## Дитинство й освіта
Ірмена Чичикова народилася в Пловдиві, Болгарія, там і виросла. Початкову освіту отримала в школі французької мови «Antoine de Saint Exupéry», яку закінчила в 2003 році, після чого переїхала в Софію, де продовжила навчання в Національній академії театрального і кінематографічного мистецтва ім. Кристьо Сарафова під керівництвом професорів Маргарити Младенової та Івана Добчева.
Паралельно вивчала грецьку мову. Її дипломні виступи включали "Три сестри " Антона Чехова, режисер Маргарита Младенова, і «Дакота / Слова в ланцюгах» Жорді Галсерана, режисер Стіліан Петров. Після випуску в 2008 році вона стала професійною дипломованою актрисою .

## Кар'єра
Чичикова дебютувала на професійній сцені в п'єсі «Мистецтво підмітати речі під килимом» (2008 рік), поставленої за мотивами фільму Інгмара Бергмана « Сцена з подружнього життя», в ролі Маріанни, за яку вона отримала номінацію на IKAR (2009 рік) і нагороду за кращу жіночу роль на театральній премії ASKEER (2009 рік). Після цього вона зіграла роль в п'єсі Нірвана (2009 рік), кілька років гастролювала в Канаді і Франції з п'єсою «Будівництво звільненої уяви» (2010 рік) за мотивами творів Ежена Іонеско . Наступну значну роль зіграла в п'єсі «Качине полювання» (2012 рік) Олександра Вампілова в Болгарському національному театрі Івана Вазова .
У 2012 році вона з'явилася у фільмі «Я — ти», її поява в кадрі була прихильно прийнята критиками, і вона отримала головну жіночу нагороду на Національному кінофестивалі «Золота троянда» (2012 рік). У 2014 році вона з'явилася в картині «Вікторія» в ролі Боряни, матері незвичайної дівчинки на ім'я Вікторія, яка народилася без пуповини. Прем'єра стрічки відбулася на Всесвітньому конкурсі кінофестивалю " Санденс ".
Починаючи з 2015 року постійно знімається в кіно .

## Нагороди та номінації
- Нагорода кінофестивалю «Золота троянда» (2012) за головну роль у фільмі «Я — ти» (2012), режисера Петра Попзлатева.
- Театральні нагороди ASKEER (2009) за головну жіночу роль Маріанни у фільмі «Мистецтво підмітати речі під килимом» (2009), режисер Десіслава Шпатова.
- Третя премія на Національному фестивалі малих театральних форм у Враці, Болгарія, за провідну жіночу роль у фільмі «Мистецтво підмітати під килимом» (2009), режисер Десіслава Шпатова.
- Нагорода IKAR Theatre (2009) у номінації «Краща актриса другого плану» за роль Маріанни у фільмі «Мистецтво підмітати речі під килимом» (2009), режисер Десіслава Шпатова.

## Фільмографія
- Letters from Antarctica (2019) … Diana
- Till The End Of Our Days (2019) … Zara; короткометражка
- Ліфчик (2018) The Bra … Widow
- Недоторка (2018) Touch Me Not … Mona
- Всюдисущий (2017) Vezdesushtiyat … Krisi
- Annie's Birthday (2016) … Tanya; короткометражка
- Intrusion (2016) … Jeanne; короткометражка
- Вікторія (2014 року) Viktoria … Boryana
- Az Sam Ti (2012) … Yura
- Staklenata reka (2010) … Milena
- Східні п'єси (2009) Iztochni piesi … Roommate
- Nutmeg (2006)